# Bufanúvols
Bufanúvols és un personatge mític, amic del gegant de caràcter bo i forçut, anomenat Tombatossals, qui, segons explica la llegenda, va fundar la ciutat de Castelló de la Plana.

## Llegenda
Bufanúvols té una gran importància en la història de Tombatossals, puix que és artífex de la seua naixença, provocant una gran tempesta d'aire que porta al fet que s'esllavissi un tros de la muntanya Penyeta Roja, mare de Tombatossal, el pare és Tossal Gros.
Bufanúvols viu, juntament amb Tombatossals i la resta dels seus amics: Cagueme, el voluntariós; Arrancapins, el forçut i Tragapinyols, l'escatològic; a la Cova de les Meravelles, de la qual s'absenten per atendre la trucada d'auxili dels fills del rei Barbut, que volien tornar recuperar les terres que havien heretat. En prestar ajuda a aquests hereus, el grup d'amics es viuen nombroses aventures i desventures, com la guerra contra els habitants de les Columbretes per la conquesta de les illes.
La llegenda de Tombatossals i les seves aventures, és recollida en forma de conte per l'autor castellonenc Josep Pasqual Tirado, en l'obra titulada Tombatossals, publicada Castelló de la Plana en 1930.

## En la cultura popular
A la ciutat de Castelló hi ha diverses escultures que decoren diferents rotondes en què apareixen aquests mitològics personatges que tanta importància tenen en la història de la ciutat. Les escultures són obres de l'artista sevillà Melchor Zapata.
La vida heroica i aventurera d'aquest personatge fictici ha estat adaptada a diverses ocasions per mitjà d'altres llibres, com l'adaptació teatral realitzada per Matilde Salvador, "La filla del Reia Barbut"; o el conte infantil. "Viatge al país de Tombatossals", obra de Vicent Pitarch Almela, filòleg i activista cultural; amb il·lustracions de Joan Montañés, conegut com a Chipell.
També es va dur a terme un projecte gràcies a l'empresa valenciana, radicada a Castelló, Nereida Animation Films, per a realitzar un llargmetratge d'animació, sobre aquest personatge. A més, l'Institut Valencià de l'Audiovisual i la Cinematografia concedir un ajut de prop de 150.000 euros per a "Gegant, la llegenda de Tombatossals", pel·lícula basada en la història de Tombatossals. El film té un guió de Miquel Beltrán i el disseny dels personatges és d'Harald Siepermann, animador que ha treballat per la factoria Disney en projectes com 'Mulan', 'Roger Rabbit' o 'Tarzan'. El film de prop 90 minuts de durada, barreja l'animació clàssica amb el 3D. La idea a l'origen era que el film fos doblat en valencià, per a posteriorment ser doblat en castellà.